# Юзюк, Алексей Ефремович
Алексей Ефремович Юзюк — советский хозяйственный, государственный и политический деятель, Герой Социалистического Труда.

## Биография
Родился в 1933 году в селе Даньковцы. Член КПСС.
С 1950 года — на хозяйственной, общественной и политической работе. В 1950—1993 гг. — механизатор, военнослужащий Советской Армии, бригадир колхоза имени Шевченко Изяславского района Хмельницкой области, председатель этого же колхоза.
Указом Президиума Верховного Совета СССР от 22 декабря 1977 года присвоено звание Героя Социалистического Труда с вручением ордена Ленина и золотой медали «Серп и Молот».
Умер в Киевской области в 2008 году.